# Joachim Bahlcke
Joachim Bahlcke (né le 29 septembre 1963 à Göttingen) est un historien et professeur d'université allemand. Ses recherches portent sur l'histoire sociale, constitutionnelle et politique de l'Europe centrale et orientale.

## Biographie
Joachim Bahlcke étudie de 1984 à 1990 aux universités de Trèves, Vienne et Fribourg, l'histoire et la philosophie de l'Europe de l'Est, modernes et contemporaines, devenant membre de la Freiburger Burschenschaft Alemannia (de) pendant ses études. Après des séjours de recherche à l' Académie tchécoslovaque des sciences de Prague et d'autres en Croatie, Hongrie, Autriche, Slovaquie et Pologne, il obtient son doctorat en 1993 à Gottfried Schramm (de) à Fribourg avec une thèse sur le régionalisme et l'intégration étatique en situation de conflit. Les terres de la couronne de Bohême au premier siècle de la domination des Habsbourg (1526-1619). De 1993 à 2002, il est chercheur associé dans des instituts universitaires et non universitaires, plus récemment au Séminaire historique de l'Université de Leipzig, où il est habilité en 2002 avec les travaux sur l'épiscopat hongrois et la monarchie autrichienne. Du partenariat à l'affrontement (1686-1790). Il reçoit ensuite une chaire d'histoire de l'Europe centrale et orientale à l'Université d'Erfurt. Le 1er octobre 2003, il est nommé à la chaire d'histoire moderne de l'Université de Stuttgart.
Ses recherches portent notamment sur l'histoire sociale, constitutionnelle et politique de l'Europe centrale et orientale du XVe au XXe siècle, l'histoire des territoires orientaux de l'Empire ainsi que l'histoire des relations germano-bohémiennes et germano-polonaises du Moyen Âge à nos jours.
Joachim Bahlcke rédige de nombreuses monographies et articles. Il est l'éditeur de plusieurs séries de publications et de revues spécialisées ainsi que membre de nombreuses institutions scientifiques, notamment
- la Commission historique des États bohémiens (de)
- la Commission historique de Silésie (de)
- du Collegium Carolinum (de) de Munich
- du conseil scientifique de la société allemande Comenius
- du conseil scientifique de l'Institut Herder

## Publications (sélection)

### monographies
- Konfessionelle Vielfalt als Herausforderung und Perspektive. Zur Verschränkung von Religion und Politik im frühneuzeitlichen Ostmitteleuropa (= Refo 500 Academic Studies. Band 63). Göttingen 2019,  (ISBN 978-3-525-56462-2).
- Kalwinizm i Jednota braci czeskich w Europie Środkowej i Środkowo-Wschodniej. Studia na temat społecznego i kulturowego znaczenia wyznania reformowanego w okresie wczesnonowożytnym (= Labyrinthi. Band 4). Berlin/Siedlce 2017,  (ISBN 978-83-64884-89-4).
- Erinnerungskonkurrenz. Geschichtsschreibung in den böhmischen Ländern vom 16. Jahrhundert bis zur Gegenwart (= Forschungen zu Geschichte und Kultur der böhmischen Länder. Band 3). Frankfurt am Main u. a. 2016,  (ISBN 978-3-631-66041-6).
- Gegenkräfte. Studien zur politischen Kultur und Gesellschaftsstruktur Ostmitteleuropas in der Frühen Neuzeit (= Studien zur Ostmitteleuropaforschung. Band 31). Marburg 2015,  (ISBN 978-3-87969-396-2).
- Geschichte Tschechiens. Vom Mittelalter bis zur Gegenwart. München 2014,  (ISBN 978-3-406-66179-2).
- Landesherrschaft, Territorien und Staat in der Frühen Neuzeit (= Enzyklopädie deutscher Geschichte (de). Band 91). München 2012,  (ISBN 978-3-486-55046-7).
- Ungarischer Episkopat und österreichische Monarchie. Von einer Partnerschaft zur Konfrontation (1686–1790) (= Forschungen zur Geschichte und Kultur im östlichen Mitteleuropa. Band 23). Stuttgart 2005,  (ISBN 3-515-08764-8).
  - ungarische Ausgabe u.d.T.: A magyar püspöki kar és a Habsburg Monarchia. Együttműködéstől a konfrontációig (1686–1790). Budapest 2013. XXII,  (ISBN 978-963-9662-71-1).
- Schlesien und die Schlesier (= Studienbuchreihe der Stiftung Ostdeutscher Kulturrat. Band 7). München 1996,  (ISBN 3-7844-2781-2).
  - zweite, überarbeitete Auflage München 2000.
  - polnische Ausgabe u.d.T.: Śląsk i Ślązacy. Warszawa 2001,  (ISBN 83-88495-06-2).
- Regionalismus und Staatsintegration im Widerstreit. Die Länder der böhmischen Krone im ersten Jahrhundert der Habsburgerherrschaft (1526–1619) (= Schriften des Bundesinstituts für ostdeutsche Kultur und Geschichte. Band 3). München 1994,  (ISBN 3-486-56046-8).

### anthologies
- Dziedzictwo górnośląskiej reformacji. Wpływ protestantyzmu na politykę, społeczeństwo i kulturę w XVI-XX wieku. Hrsg. v. Joachim Bahlcke, Wacław Gojniczek und Ryszard Kaczmarek. Katowice 2018,  (ISBN 978-83-8820434-0).
- Zwischen Dorpat, Pressburg und Wien. Ján Kvačala und die Anfänge der Jablonski-Forschung in Ostmitteleuropa um 1900 (= Jabloniana. Quellen und Forschungen zur europäischen Kulturgeschichte der Frühen Neuzeit. Band 9). Hrsg. v. Joachim Bahlcke und Karl W. Schwarz. Wiesbaden 2018,  (ISBN 978-3-447-11044-0).
- Wortgewalten. Hans von Held – Ein aufgeklärter Staatsdiener zwischen Preußen und Polen. Hrsg. v. Joachim Bahlcke und Anna Joisten. Potsdam 2018,  (ISBN 978-3-936168-81-5).
- Schlesische Lebensbilder, Band 12, Würzburg 2017,  (ISBN 978-3-929817-08-9).
- Religious Violence, Confessional Conflicts and Models for Violence Prevention in Central Europe (15th–18th Centuries) / Religiöse Gewalt, konfessionelle Konflikte und Modelle von Gewaltprävention in Mitteleuropa (15.–18. Jahrhundert). Hrsg. v. Joachim Bahlcke, Kateřina Bobková-Valentová und Jiří Mikulec. Praha/Stuttgart 2017,  (ISBN 978-3-00-056765-0).
- Der Luthereffekt im östlichen Europa. Geschichte – Kultur – Erinnerung (= Schriften des Bundesinstituts für Kultur und Geschichte der Deutschen im östlichen Europa. Band 64). Hrsg. v. Joachim Bahlcke, Beate Störtkuhl und Matthias Weber (de). Oldenburg 2017,  (ISBN 978-3-11-050159-9).
  - englische Ausgabe u.d.T.: The Luther Effect in Eastern Europe. History – Culture – Memory (= Publications of the Federal Institute for Culture and History of the Germans in Eastern Europe. Band 69). Hrsg. v. Joachim Bahlcke, Beate Störtkuhl und Matthias Weber. Oldenburg 2017,  (ISBN 978-3-11-053767-3).
- Institutionen der Geschichtspflege und Geschichtsschreibung in Schlesien. Von der Aufklärung bis zum Ersten Weltkrieg (= Neue Forschungen zur Schlesischen Geschichte. Band 26). Hrsg. v. Joachim Bahlcke und Roland Gehrke (de). Köln/ Weimar/ Wien 2017,  (ISBN 978-3-412-50858-6).
- Die Reformierten in Schlesien. Vom 16. Jahrhundert bis zur Altpreußischen Union von 1817 (= Veröffentlichungen des Instituts für Europäische Geschichte Mainz. Abteilung für abendländische Religionsgeschichte. Beiheft 106). Hrsg. v. Joachim Bahlcke und Irene Dingel. Göttingen 2016,  (ISBN 978-3-525-10140-7).
- Toleranţă, coexistenţă, antagonism. Percepţii ale diversităţii religioase în Transilvania între Reformă şi Iluminism. Hrsg. v. Joachim Bahlcke und Konrad Gündisch. Cluj-Napoca 2013,  (ISBN 978-606-543-353-3).
- Religiöse Erinnerungsorte in Ostmitteleuropa. Konstitution und Konkurrenz im nationen- und epochenübergreifenden Zugriff. Hrsg. v. Joachim Bahlcke, Stefan Rohdewald und Thomas Wünsch. Berlin 2013,  (ISBN 978-3-05-005658-6).
- Schlesien und der deutsche Südwesten um 1600. Späthumanismus – reformierte Konfessionalisierung – politische Formierung (= Pforzheimer Gespräche zur Sozial-, Wirtschafts- und Gesellschaftsgeschichte. Band 5). Hrsg. v. Joachim Bahlcke und Albrecht Ernst. Heidelberg/ Ubstadt-Weiher/ Basel 2012,  (ISBN 978-3-89735-751-8).
- Schlesische Lebensbilder. Band 11. Hrsg. v. Joachim Bahlcke. Insingen 2012,  (ISBN 978-3-7686-3513-4).
- Migration als soziale Herausforderung. Historische Formen solidarischen Handelns von der Antike bis zum 20. Jahrhundert (= Stuttgarter Beiträge zur historischen Migrationsforschung. Band 8). Hrsg. v. Joachim Bahlcke, Rainer Leng (de) und Peter Scholz (de). Stuttgart 2011,  (ISBN 978-3-515-10087-8).
- Historia Górnego Śląska. Polityka, gospodarka i kultura europejskiego regionu. Hrsg. v. Joachim Bahlcke, Dan Gawrecki (de) und Roman Kaczmarek. Gliwice 2011,  (ISBN 978-83-60353-99-8).
  - deutsche Ausgabe u.d.T.: Geschichte Oberschlesiens. Politik, Wirtschaft und Kultur von den Anfängen bis zur Gegenwart (= Schriften des Bundesinstituts für Kultur und Geschichte der Deutschen im östlichen Europa. Band 61). Hrsg. v. Joachim Bahlcke, Dan Gawrecki und Ryszard Kaczmarek. Oldenburg 2015,  (ISBN 978-3-11-044182-6).
- Schulstiftungen und Studienfinanzierung. Bildungsmäzenatentum in den böhmischen, österreichischen und ungarischen Ländern, 1500–1800 (= Veröffentlichungen des Instituts für Österreichische Geschichtsforschung. Band 58). Hrsg. v. Joachim Bahlcke und Thomas Winkelbauer (de). Wien/ München 2011,  (ISBN 978-3-205-78446-3).
- Wallensteinbilder im Widerstreit. Eine historische Symbolfigur in Geschichtsschreibung und Literatur vom 17. bis zum 20. Jahrhundert (= Stuttgarter Historische Forschungen. Band 12). Hrsg. v. Joachim Bahlcke und Christoph Kampmann. Köln/ Weimar/ Wien 2011,  (ISBN 978-3-412-21449-4).
- Brückenschläge. Daniel Ernst Jablonski im Europa der Frühaufklärung. Hrsg. v. Joachim Bahlcke, Bogusław Dybaś und Hartmut Rudolph. Dößel 2010,  (ISBN 978-3-89923-259-2).
  - polnische Ausgabe u.d.T.: Budowanie mostów. Daniel Ernest Jabłoński w Europie wczesnego oświecenia. Hrsg. v. Joachim Bahlcke, Bogusław Dybaś und Hartmut Rudolph. Leszno 2010.
  - tschechische Ausgabe u.d.T.: Daniel Arnošt Jablonský. Život a dílo vnuka J. A. Komenského. Hrsg. v. Joachim Bahlcke, Bogusław Dybaś und Hartmut Rudolph. Praha 2011,  (ISBN 978-80-86935-16-4).
- Adel in Schlesien. Band 2: Repertorium. Forschungsperspektiven – Quellenkunde – Bibliographie (= Schriften des Bundesinstituts für Kultur und Geschichte der Deutschen im östlichen Europa. Band 37). Hrsg. v. Joachim Bahlcke und Wojciech Mrozowicz unter Mitarbeit von Karen Lambrecht, Petr Maťa und Marian Ptak. München 2010.
- Das Haus Schaffgotsch. Konfession, Politik und Gedächtnis eines schlesischen Adelsgeschlechts vom Mittelalter bis zur Moderne. Hrsg. v. Joachim Bahlcke, Ulrich Schmilewski und Thomas Wünsch. Freiburg im Breisgau 2010,  (ISBN 978-3-87057-320-1).
- Migration und kirchliche Praxis. Das religiöse Leben frühneuzeitlicher Glaubensflüchtlinge in alltagsgeschichtlicher Perspektive (= Forschungen und Quellen zur Kirchen- und Kulturgeschichte Ostdeutschlands. Band 40). Hrsg. v. Joachim Bahlcke und Rainer Bendel (de). Köln/ Weimar/ Wien 2008,  (ISBN 978-3-412-20309-2).
- Glaubensflüchtlinge. Ursachen, Formen und Auswirkungen frühneuzeitlicher Konfessionsmigration in Europa (= Religions- und Kirchengeschichte in Ostmittel- und Südosteuropa. Band 4). Hrsg. v. Joachim Bahlcke. Berlin 2008,  (ISBN 978-3-8258-6668-6).
- Daniel Ernst Jablonski. Religion, Wissenschaft und Poliktik um 1700 (= Jabloniana. Quellen und Forschungen zur europäischen Kulturgeschichte der Frühen Neuzeit. Band 1). Hrsg. v. Joachim Bahlcke und Werner Korthaase. Wiesbaden 2008,  (ISBN 978-3-447-05793-6).
- Kirche – Staat – Nation. Eine Geschichte der katholischen Kirche in Siebenbürgen vom Mittelalter bis zum frühen 20. Jahrhundert / Az Erdély Katholicizmus múltja és jelene (= Veröffentlichungen des Instituts für deutsche Kultur und Geschichte Südosteuropas. Wissenschaftliche Reihe – Geschichte und Zeitgeschichte. Band 98). Hrsg. v. Joachim Bahlcke und Krista Zach. München 2007,  (ISBN 978-3-7917-2702-8).
- Schlesische Lebensbilder. Band 9. Hrsg. v. Joachim Bahlcke. Insingen 2007,  (ISBN 978-3-7686-3506-6).
- Die Oberlausitz im frühneuzeitlichen Mitteleuropa. Beziehungen – Strukturen – Prozesse (= Forschungen und Quellen zur sächsischen Geschichte. Band 30). Hrsg. v. Joachim Bahlcke. Stuttgart 2007,  (ISBN 978-3-515-08983-8).
- Konfessionelle Pluralität als Herausforderung. Koexistenz und Konflikt in Spätmittelalter und Früher Neuzeit. Hrsg. v. Joachim Bahlcke, Karen Lambrecht und Hans-Christian Maner. Leipzig 2006,  (ISBN 3-86583-081-1).
- Historische Schlesienforschung. Methoden, Themen und Perspektiven zwischen traditioneller Landesgeschichtsschreibung und moderner Kulturwissenschaft (= Neue Forschungen zur Schlesischen Geschichte. Band 11). Hrsg. v. Joachim Bahlcke. Köln/ Weimar/ Wien 2005,  (ISBN 3-412-33282-8).
- Die Konstruktion der Vergangenheit. Geschichtsdenken, Traditionsbildung und Selbstdarstellung im frühneuzeitlichen Ostmitteleuropa (= Beihefte der Zeitschrift für Historische Forschung (de). Band 29). Hrsg. v. Joachim Bahlcke und Arno Strohmeyer (de). Berlin 2002,  (ISBN 3-428-10795-0).
- Welt – Macht – Geist. Das Haus Habsburg und die Oberlausitz 1526–1635. Hrsg. v. Joachim Bahlcke und Volker Dudeck. Görlitz/ Zittau 2002,  (ISBN 3-932693-61-2).
- Geschichte der Oberlausitz. Herrschaft, Gesellschaft und Kultur vom Mittelalter bis zum Ende des 20. Jahrhunderts. Hrsg. v. Joachim Bahlcke. Leipzig 2001,  (ISBN 3-935693-46-X).
  - zweite, erweiterte Auflage Leipzig 2004,  (ISBN 3-935693-46-X).
  - polnische Ausgabe u.d.T.: Dzieje Górnych Łużyc. Władza, społeczeństwo i kultura od średniowiecza do końca XX w. Hrsg. v. Joachim Bahlcke. Warszawa 2007,  (ISBN 978-83-7181-510-2).
- Konfessionalisierung in Ostmitteleuropa. Wirkungen des religiösen Wandels im 16. und 17. Jahrhundert in Staat, Gesellschaft und Kultur (= Forschungen zur Geschichte und Kultur des östlichen Mitteleuropa. Band 7). Hrsg. v. Joachim Bahlcke und Arno Strohmeyer. Stuttgart 1999,  (ISBN 3-515-07583-6).
- Handbuch der historischen Stätten. Böhmen und Mähren. Hrsg. v. Joachim Bahlcke, Winfried Eberhard (de) und Miloslav Polívka. Stuttgart 1998,  (ISBN 3-520-32901-8).
  - tschechische Ausgabe u.d.T.: Lexikon historických míst Čech, Moravy a Slezska. Hrsg. v. Joachim Bahlcke, Winfried Eberhard und Miloslav Polívka. Praha 2001,  (ISBN 80-7203-402-2).
- Ständefreiheit und Staatsgestaltung in Ostmitteleuropa. Übernationale Gemeinsamkeiten in der politischen Kultur vom 16.–18. Jahrhundert (= Forschungen zur Geschichte und Kultur des östlichen Mitteleuropa. Band 4). Hrsg. v. Joachim Bahlcke, Hans-Jürgen Bömelburg (de) und Norbert Kersken. Leipzig 1996,  (ISBN 3-931922-23-5).